# Gabriel Huian
Gabriel Huian (n. 9 septembrie 1992) este un actor român.

## Roluri în cinematografie
Printre aparițiile pe micile sau marile ecrane se numără rolul din mediu-metrajul "Marilena de la P7"  realizat de către regizorul Cristian Nemescu, în anul 2006 și rolul din lungmetrajul "Principii de viață" realizat de către regizorul Constantin Popescu. În 2014 joacă pe Teddy in serialul HBO, Umbre. 